# Charles Denis Bourbaki

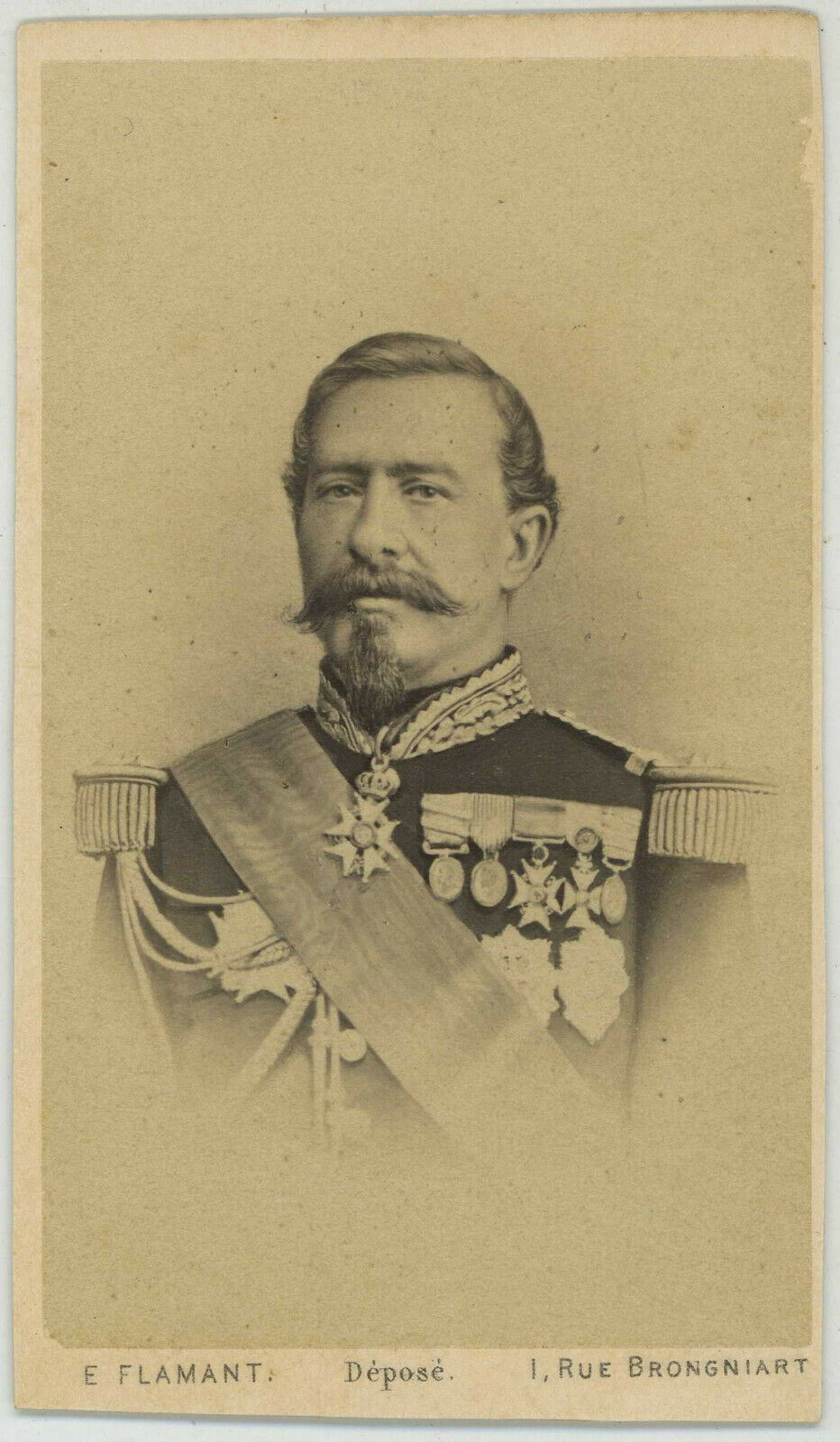
Charles Denis Bourbaki (um 1870)

Charles Denis Sauter Bourbaki (* 22. April 1816 in Pau; † 22. September 1897 in Cambo-les-Bains) war ein französischer General.

## Leben
Bourbaki war Sohn eines griechischen Obersten, der 1827 im Griechischen Unabhängigkeitskrieg starb. Charles Denis besuchte die Militärakademie Saint-Cyr und trat 1836 als Sous-Lieutenant in das Zuavenkorps ein. 1838 wurde er zum Lieutenant befördert und diente in der Fremdenlegion. Zwischenzeitlich war er auch Ordonnanzoffizier des Königs Louis-Philippe I. 1842 wurde er Capitaine bei einer Zuaveneinheit, 1847 Bataillonskommandeur bei den Turkos in Constantine. 1849 führte er ein Regiment bei der Belagerung von Zaatcha. 1850 wurde er als Lieutenant-Colonel zum „1er régiment de Zouaves“ (1. Zuavenregiment) kommandiert, in dem er 1851 zum Colonel befördert wurde. 1854 wurde Bourbaki zum Général de brigade befördert und zeichnete sich im Krimkrieg an der Spitze des 1. und 2. Zuavenregiments in der Schlacht an der Alma und später bei Inkerman aus. Am 8. September 1855 nahm er erfolgreich am Sturm auf das Fort Malakow teil.
Nach dem Krimkrieg wurde er dem Generalgouverneur in Algerien beigegeben und 1857 zum Géneral de division befördert. 1859 befehligte er in der Schlacht von Solferino die Division von Lyon und zeichnete sich hier aus. 1869 wurde Bourbaki Flügeladjutant Kaiser Napoleons III. und Kommandant des Lagers von Châlons-en-Champagne. Im Deutsch-Französischen Krieg übernahm er von Bazaine die Kaiserliche Garde und nahm an hervorragender Stelle an den Kämpfen um Metz teil. Der von ihm veranlasste Rückzug der Garde in der Schlacht von Gravelotte-St. Privat trug erheblich zur französischen Niederlage bei. Am 25. September 1870 entkam er verkleidet aus der Festung Metz. Er reiste danach in geheimer Mission nach Chislehurst in England zur Kaiserin Eugénie, kehrte dann nach Frankreich zurück, wo er in Tours das Kommando über die Nordarmee übernahm.
Bourbaki widmete sich der Reorganisation der Nordarmee, was Differenzen mit Léon Gambetta auslöste. Er wurde am 19. November abberufen und übernahm den rechten Flügel der Loirearmee. Am 8. Dezember wurde er mit der Bildung einer Ost-Armee respektive Armée de l’Est oder auch „Bourbakiarmee“ beauftragt, um mit ihr die Festung Belfort zu entsetzen, das Elsass wieder zu nehmen und die Verbindungen des deutschen Heeres zwischen Paris und dem Rhein zu unterbrechen. Nach dem Gefecht bei Villersexel und der verlorenen dreitägigen Schlacht an der Lisaine gegen das von General August von Werder geführte XIV. Armee-Korps trat Bourbaki den Rückzug auf Besançon an. Schon am 25. Januar 1871 war es den Deutschen gelungen, ihm den Rückweg westlich und südwestlich von Besançon zu verlegen und die Eisenbahnverbindungen nach Lyon abzuschneiden. Infolgedessen fasste Bourbaki den Entschluss, auf das linke Doubsufer zu gehen und dann auf Pontarlier zu marschieren, um von dort aus entlang der schweizerischen Grenze in südwestlicher Richtung zu entkommen. Durch die Niederlage demoralisiert, ohne Verpflegung bei harten winterlichen Bedingungen und im Gebirge bei Eis und Schnee von den Gegnern unter von Werder gehetzt, befanden sich die Truppen in trostlosem Zustand. In Verzweiflung versuchte Bourbaki, sich am 26. Januar das Leben zu nehmen.
General Clinchant übernahm die Truppen und musste unter großen Verlusten seine Zuflucht in der Schweiz suchen. Die Armee gelangte zwischen dem 1. und 3. Februar mit 87.000 Mann in die Schweiz und wurde für sechs Wochen interniert. Vom Übertritt in die Schweiz nach dem Vertrag von Les Verrières zeugt heute noch das Bourbaki-Panorama in Luzern. Auch Bourbaki wurde in die Schweiz gebracht und übernahm nach seiner Genesung im Juli 1871 das VIe corps d'armée (6. Armeekorps), 1873 das XIVe corps d'armée sowie das Gouvernement von Lyon.
1881 schied Bourbaki aus dem aktiven Dienst aus. Er starb am 22. September 1897 in Cambo bei Bayonne.